# Arran Fernandez
Arran Fernandez, sinh trong tháng 6 năm 1995, là một học sinh người Anh học tại nhà, đã đậu bằng General Certificate of Secondary Education (GCSE) ở tuổi 14 - tuổi trẻ kỷ lục vì thông thường là tuổi 16. Dự các cuộc thi khi lên 5 tuổi, cậu đã đậu bằng GCSE Toán học vào năm 2001. Năm 2003 cậu trở thành người trẻ nhất từ trước đến nay đã đậu hạng A* bằng GCSE, cũng về Toán học..
Tháng Giêng năm 2010 cậu được đề nghị - có điều kìện – thâu nhận vào học ở trường Fitzwilliam College của Đại học Cambridge để học Mathematics Tripos..Đại học Cambridge đã tuyên bố là họ không thấy có sự thâu nhận một người nào trẻ hơn vào học ở đây, kể từ khi William Pitt Trẻ được thâu nhận vào đại học này ở tuổi 14 vào năm 1773...
Bắt đầu từ năm 2000 cậu đã có nhiều loạt bài đăng trên On-Line Encyclopedia of Integer Sequences (OEIS), cơ sở dữ liệu lý thuyết số do Neil Sloane thiết lập.

## Xuất hiện trên truyền hình
Các xuất hiện trên truyền hình của cậu gồm một lần xuất hiện như "Nhân vật trong tuần" trong talk show của Frank Elstner trên Truyền hình Đức năm 2001, và một lần xuất hiện trong Terry and Gaby Show của Terry Wogan và Gaby Roslin trên Truyền hình Anh năm 2003, khi cậu hạ nhà phổ cập toán học Johnny Ball trong một cuộc thi tính nhẩm, mà cậu đã thành công khi khai căn bậc 5 của nhiều số nguyên lớn.